# オレ達全員奈津子の子
『オレ達全員奈津子の子』（おれたちぜんいんなつこのこ）は、1982年6月7日から同年11月8日まで日本テレビ系列の月曜スター劇場で放映されたテレビドラマである。全23話。

## 概要・内容
前の夫と別れ、娘で大学生の加津子と二人で暮らしていた奈津子は、娘を連れて新聞販売店を経営する奥村洋次と再婚。その時から、加津子、美紀、洋平の血のつながらない同士の子供たちと出戻りの小姑、実家を離れて住み込みで勉学と両立させながら働く新聞配達員たちに囲まれる日々が始まった。これらの人々と奈津子を温かく見守る兄、叔母、姪らとふれあい、明るく生きる奈津子を中心に、夫婦・親子・仲間のそれぞれの間の愛情のあり方を描いた。

## 出演
- 奥村奈津子：池内淳子
- 奥村洋次：上條恒彦
- 加津子：紺野美沙子
- 奥村美紀：比企理恵
- 奥村洋平：前田正人（子役）
- 英輔：池部良
- 菊本玉枝：赤木春恵
- 松本：三ツ木清隆
- せつ：杉村春子（特別出演）
- 久美子：岡田奈々
- 大島：佐藤B作
- 奥村君枝：結城美栄子
- 吉村信之（久美子の父）：佐藤英夫
- 二郎（洋次の亡き妹の子＝甥）：原田努
- 実子：中原早苗
- 敏子：田島令子
- 矢島：北原弘一
- 峰：小坂一也
- 宮田雄作（配達員）：湯川友晴
- 松原：柳葉敏郎
- 西村：斉藤康彦
- 片倉：徳江長政
- 大友：福崎和宏
- 本城さつき：小山茉美[1]
- 浅井明：橋満耕司

ゲスト
- 美代子：島めぐみ（第2話）
- 美代子の兄：小杉治（第2話）
- 紀子：牧口昌代（第3話）
- 片倉文平（片倉の父）：織本順吉（第6話）
- トキ子：若原瞳（第8話）

## スタッフ
- 脚本：楠田芳子、秋田佐知子、井戸晶雄
- 演出：細野英延、篠木為八男
- 制作：日本テレビ

## 主題歌
桂木佐和 WITH ペドロ&カプリシャス『夜明けの星たち』

## サブタイトル
| 話数 | 放送日       | サブタイトル                     | 脚本       | 演出       |
| ---- | ------------ | -------------------------------- | ---------- | ---------- |
| 1    | 1982年6月7日 | （サブタイトル無し）             | 楠田芳子   | 細野英延   |
| 2    | 6月14日      | （〃）                           | 楠田芳子   | 細野英延   |
| 3    | 6月21日      | （〃）                           | 楠田芳子   | 篠木為八男 |
| 4    | 6月28日      | （〃）                           | 楠田芳子   | 篠木為八男 |
| 5    | 7月5日       | （〃）                           | 楠田芳子   | 篠木為八男 |
| 6    | 7月12日      | （〃）                           | 秋田佐知子 | 細野英延   |
| 7    | 7月19日      | （〃）                           | 秋田佐知子 | 細野英延   |
| 8    | 7月26日      | （〃）                           | 秋田佐知子 | 細野英延   |
| 9    | 8月2日       | （〃）                           | 楠田芳子   | 篠木為八男 |
| 10   | 8月9日       | 母への秘密!! もう一人の父        | 楠田芳子   | 篠木為八男 |
| 11   | 8月16日      | 火事! 子供たちは火の中に!?       | 楠田芳子   | 篠木為八男 |
| 12   | 8月23日      | 重傷の夫の命は!?                 | 楠田芳子   | 細野英延   |
| 13   | 8月30日      | あと三ヶ月!! 母を捨てた父の命    | 楠田芳子   | 細野英延   |
| 14   | 9月6日       | 別れた夫が娘を奪って行く!!       | 楠田芳子   | 篠木為八男 |
| 15   | 9月13日      | やっぱり本当のお母さんじゃない!  | 井戸晶雄   | 篠木為八男 |
| 16   | 9月20日      | 倒れた父が母さんを呼んだの       | 秋田佐知子 | 細野英延   |
| 17   | 9月27日      | 母さん許して!!父の死を看取ります | 秋田佐知子 | 細野英延   |
| 18   | 10月4日      | 女の意地を通した母               | 楠田芳子   | 篠木為八男 |
| 19   | 10月11日     | あの子がお母さんと叫んでくれた!! | 楠田芳子   | 篠木為八男 |
| 20   | 10月18日     | 夫が病院を脱け出してきた!        | 楠田芳子   | 篠木為八男 |
| 21   | 10月25日     | 初めて聞いた母の秘密!!           | 楠田芳子   | 細野英延   |
| 22   | 11月1日      | 涙で受けた一人だけの仲人         | 楠田芳子   | 細野英延   |
| 23   | 11月8日      | 祝! 新築完成予想図               | 楠田芳子   | 細野英延   |